# Ulcère perforé
L'ulcère perforé est une complication de l'ulcère gastro-duodénal consistant en la mise en communication de la cavité péritonéale avec l'intérieur de l'estomac ou du duodénum. Il s'agit d'une urgence chirurgicale.

## Épidémiologie
L'incidence annuelle est comprise entre 4 et 14 cas pour 100 000 personnes, ce qui en fait, après l'hémorragie, la deuxième complication la plus fréquente des ulcères gastro-duodénaux. Cette incidence tend à décroître.

## Causes
Ce sont celles de l'ulcère gastro-duodénal : infection à Helicobacter pylori, prise d'anti-inflammatoires non stéroïdien...

## Description
Un antécédent d'ulcère gastro-duodénal peut être retrouvé mais ce n'est pas systématique. Il n'est retrouvé que dans un tiers des cas, la perforation pouvant être la première manifestation de la maladie.
Le patient se plaint typiquement d'une douleur épigastrique d'apparition brutale.
L'examen clinique peut montrer des signes de choc : pâleur, pouls rapide, tension artérielle basse, sueurs... Dans deux tiers des cas, il existe des signes francs de péritonite avec une douleur épigastrique ou abdominale haute augmentant à la dépression et parfois une défense ou une  contracture. Il peut exister un arrêt du transit (météorisme, silence abdominal à l'auscultation).

## Diagnostic
La radiographie de l'abdomen sans préparation faite en position debout peut montrer un pneumopéritoine correspondant à la présence d'air dans la cavité péritonéale et signant la perforation.
Le scanner peut montrer le pneumopéritoine, identifie dans moins d'un cas sur deux le lieu de la perforation, mais montre très souvent la présence de liquide entre le pancréas et le duodénum, avec un épaississement de la paroi digestive. La valeur prédictive positive est alors supérieure à 90%.

## Traitement
La prise en charge en milieu chirurgical est urgente. Une prolongation du délai jusqu'à l'intervention est un facteur de mauvais pronostic.
Le traitement repose sur la fermeture de l'ulcère. La voie d'accès peut être une laparotomie ou une laparoscopie (cœlioscopie), avec des résultats comparables en termes de mortalité et de morbidité, mais avec un avantage pour la laparoscopie en termes de douleur et de durée d'hospitalisation. Le traitement du sepsis, souvent associé, repose sur une antibiothérapie adaptée.
Certaines formes modérées peuvent être toutefois prises en charge sans chirurgie, en combinant une antibiothérapie, la prise d'un inhibiteur de la pompe à protons et la mise au repos du tube digestif.
L'éradication d'Helicobacter pylori doit être faite si le germe est retrouvé.

## Pronostic
Il s'agit d'une maladie grave, nécessitant un diagnostic le plus rapide possible. En effet, chaque jour passé sans diagnostic et prise en charge médicale augmente de façon exponentielle le taux de mortalité. Ce taux diffère cependant selon les zones géographiques. En France, le taux de décès lié à un ulcère perforé serait de 1,4 à 2,5%.